# 平塚千尋
平塚 千尋（ひらつか ちひろ、1940年 - 男性）は、日本の放送研究者、元・放送報道記者。専門領域は、災害情報、地域社会、市民とメディアの関係に焦点を当てたメディア社会論で、パブリック・アクセスについても、津田正夫との共編著を発表している。

## 経歴
旧満洲国に生まれ、1964年に東京大学文学部を卒業して日本放送協会 (NHK) に入局した。大学では社会学を学び「文化の個別性と普遍性〜日本の歴史は明治維新を堺に西洋文明に接木されるのか」という卒業論文を書いたが、NHKでは、現実の社会の現場への関心から、長く報道番組の制作に従事し、調査報道に取り組んた。1973年には、和歌山県で起きた地震、津波の流言さわぎを取材し、後に著書『災害情報とメディア』の中でこの事件を検証している。1991年に大学共同利用機関放送教育開発センター（メディア教育開発センターの前身）助教授となり、1994年にNHK放送文化研究所主任研究員となった。2006年には、立正大学文学部社会学科の特任教授となった。

## おもな著書

### 単著
- 災害情報とメディア、リベルタ出版、2000年

### 共編著
- （津田正夫との共編著）パブリック・アクセス：市民が作るメディア、リベルタ出版、1998年
- （津田正夫との共編著）パブリック・アクセスを学ぶ人のために、世界思想社、2006年

## 関連文献
- 浅岡隆裕「平塚先生の人と事績［含 業績, 略歴］」『立正大学文学部論叢』第131号、2010年、33-45頁。 NAID 40017120356